# Mõisaküla (Viljandimaa)
Mõisaküla (Estisch: Mõisaküla linn) is een stad in de Estische provincie Viljandimaa, behorend tot de gemeente Mulgi.
Deze stad, die tot oktober 2017 een afzonderlijke stadsgemeente was, en de stad Kallaste in Oost-Estland zijn de kleinste plaatsen in Estland die de status van stad (linn) hebben. Deze status kreeg Mõisaküla in 1938, toen het ongeveer 3000 inwoners telde en een bloeiende spoorwegindustrie had. Mõisaküla ontstond na de aanleg van de smalspoorlijn tussen Pärnu en Valga, die in 1896 in gebruik werd genomen. Later kwamen er ook verbindingen met Viljandi en het Letse Ainaži. In de jaren zeventig zijn alle spoorlijnen in Mõisaküla opgeheven. Alleen de lijn naar Pärnu kreeg nieuw spoor met de in de toenmalige Sovjet-Unie gebruikelijke spoorbreedte van 1520 mm. In 1996 werd ook deze lijn gesloten. Het plaatselijke museum besteedt veel aandacht aan de spoorgeschiedenis van de stad.
Het stadje telt nu weer ongeveer evenveel inwoners als in 1910.

## Bevolking
Het bevolkingsaantal van Mõisaküla is wat stabieler dan dat van Kallaste, zoals blijkt uit het volgende staatje:
| Jaar            | 2011 | 2017 | 2019 | 2021 | 2023 | 2024 |
| --------------- | ---- | ---- | ---- | ---- | ---- | ---- |
| Aantal inwoners | 825  | 762  | 745  | 756  | 754  | 744  |

## Ligging
De Tugimaantee 55, de secundaire weg van Kamara via Mõisaküla naar Letland, loopt door het stadje. Over deze weg is het ongeveer 4 km tot aan de Letse grens.